# Feuten
Feuten is een Nederlandse televisiedramaserie van BNN geproduceerd door Pupkin Film.
De serie draait om de levens van een groep studenten die er alles aan doen om zich officieel lid van corporale vereniging 'H.S.C. Mercurius' te mogen noemen. Daarvoor moeten ze eerst de ontgroening doorstaan, wat op sommige momenten aardig uit de hand kan lopen.

## Vertoningsgeschiedenis
De eerste reeks werd vanaf 1 november 2010 acht weken lang uitgezonden op Nederland 3. Op 30 januari 2012 startte het tweede seizoen tien weken lang op dezelfde zender.
Het derde seizoen was tussen 26 augustus en 21 oktober 2013 te zien. De voorpremière van dit derde seizoen, in de vorm van een marathonnacht, was op 24 mei 2013 tijdens het Amsterdam Series Weekend.
De bioscoopfilm Feuten: Het Feestje werd op 17 oktober 2013 uitgebracht.

## Rolverdeling

### Hoofdrollen
| Acteur               | Personage              | Seizoen | Seizoen | Seizoen | Totaal | Verenigingshuis  |
| Acteur               | Personage              | 1       | 2       | 3       | Totaal | Verenigingshuis  |
| -------------------- | ---------------------- | ------- | ------- | ------- | ------ | ---------------- |
| Manuel Broekman      | Bram Wagtmans          | 8 afl.  | 10 afl. | 10 afl. | 28     | Ithaka           |
| Tim Murck            | Olivier de Ruyter      | 8 afl.  | 10 afl. | 10 afl. | 28     | Ithaka           |
| Hanna Verboom        | Marie-Claire de Ruyter | 8 afl.  | 10 afl. | 10 afl. | 28     | Walhalla         |
| Jurjen van Loon      | Edward Beeksma         | 6 afl.  | 10 afl. | 10 afl. | 26     | Ithaka           |
| Anna Speller         | Nina de Wit            | 6 afl.  | 8 afl.  | 10 afl. | 24     | Walhalla         |
| Ruben Brinkman       | Leon Noordzij          | 6 afl.  | 7 afl.  | 10 afl. | 23     | Vrijthof         |
| Abbey Hoes           | Charlie Zekveld        |         | 10 afl. |         | 10     | Walhalla         |
| Martijn Lakemeier    | Prins Alex de Vries    |         | 10 afl. |         | 10     | Ithaka           |
| Korneel Evers        | Mauring van de Berg    |         | 10 afl. |         | 10     | Ithaka           |
| Jochum van der Woude | Jeroen Beeksma         |         |         | 10 afl. | 10     | Vrijthof         |
| Bo Maerten           | Renee de Wit           |         |         | 9 afl.  | 9      | Walhalla         |
| Pepijn Schoneveld    | Joep Heineken          | 8 afl.  |         |         | 8      | Vrijthof         |
| Robert de Hoog       | Vincent Francken       |         |         | 8 afl.  | 8      | Ithaka           |
| Madelief Blanken     | Karin Kuijpers         | 7 afl.  |         |         | 7      | Vrijthof         |
| Jasper van Beusekom  | Johan van Genugten     |         | 7 afl.  |         | 7      | Onbekend         |
| Thijs Steenkamp      | Diererik Hartog        |         |         | 7 afl.  | 7      | Ithaka           |
| Xander van Vledder   | Hendrik Bolhuis        | 6 afl.  |         |         | 6      | Ithaka           |
| Erik van Heijningen  | Freek Bolhuis jr.      | 4 afl.  |         |         | 4      | Ithaka (postuum) |

- *Het personage Freek Bolhuis overleed al in de tweede aflevering, maar door middel van flashbacks, nachtmerries en nog niet eerder vertoonde fragmenten was hij nog in meerdere afleveringen van het eerste seizoen te zien.

### Bijrollen
| Acteur                          | Personage             | Seizoen | Seizoen | Seizoen | Totaal | Beschrijving                          |
| Acteur                          | Personage             | 1       | 2       | 3       | Totaal | Beschrijving                          |
| ------------------------------- | --------------------- | ------- | ------- | ------- | ------ | ------------------------------------- |
| Hans Hoes                       | Daniël Keller         | 5 afl.  | 6 afl.  |         | 11     | Rechterhand van Maurice de Ruyter     |
| Victoria Koblenko               | Fleur Haverkamp       |         |         | 9 afl.  | 9      | Advocate van Francken                 |
| Dimme Treurniet                 | Henk Ravensteijn      |         | 8 afl.  |         | 8      | Persoonsbeveiliger van Alex           |
| René van Zinnicq Bergman        | John Francken         |         |         | 8 afl.  | 8      | Directeur Advocatengemeenschap        |
| René van Asten                  | Ruud Hamerslag        |         | 5 afl.  | 2 afl.  | 7      | Raadslid H.S.C.                       |
| Egbert-Jan Weeber               | Jurg van Ginkel       |         | 7 afl.  |         | 7      | Onderzoekjournalist                   |
| Tjebbo Gerritsma                | De Greef              |         |         | 6 afl.  | 6      | Werknemer Advocatenkantoor Francken   |
| Harry van Rijthoven             | Maurice de Ruyter     | 2 afl.  | 3 afl.  |         | 5      | Voorzitter H.S.C.                     |
| Nelly van den Hoek              | Trudy Hoedemaker      | 5 afl.  |         |         | 5      | Vrouw van snackbar, getuige           |
| Mark Rietman                    | Prins Robbie de Vries |         | 4 afl.  |         | 4      | Lid van het Koningshuis               |
| Jack Wouterse                   | Sjaak De Maagt        |         | 4 afl.  |         | 4      | Hoofdredacteur 'De Nationale Courant' |
| Margo Dames                     | Anna van Genugten     |         | 4 afl.  |         | 4      | Raadslid H.S.C. en arts               |
| Matthijs van de Sande Bakhuyzen | Thijs Balkenstein     |         |         | 4 afl.  | 4      | Lid van Mercurius                     |
| Bart Klever                     | Wim Wagtmans          | 2 afl.  | 1 afl.  |         | 3      | Vader van Bram Wagtmans               |
| Helmert Woudenberg              | Onno Bolhuis          | 3 afl.  |         |         | 3      | Vader van Freek en Hendrik Bolhuis    |
| Bob Schwarze                    | Willem Fertz          |         |         | 3 afl.  | 3      |                                       |

### Gastrollen
| Acteur                     | Personage                    | Seizoen | Afleveringen |
| -------------------------- | ---------------------------- | ------- | ------------ |
| Hein van der Heijden       | Rechercheur                  | 1 - 2   | 4            |
| Inge Ipenburg              | Journaliste Monique de Graaf | 1       | 1            |
| Richard van Hees           | Ithaka huisgenoot            | 1       | 7            |
| Lilja Björk Hermannsdóttir | Meerthe                      | 1       | 1            |
| Lonneke Dapiran            | Zuster                       | 1       | 1            |
| Julien Knops               | Vakkenvuller                 | 1       | 1            |
| Sijtze van der Meer        | Verkoper                     | 1       | 1            |
| Dirk Zeelenberg            | Matthijs Bockting            | 2       | 1            |
| Willem Voogd               | Van Earnewoude               | 2       | 2            |
| Serge Price                | Feut Sjaak                   | 2       | 5            |
| Simon Heijmans             | Feut Bennik                  | 2       | 5            |
| Nienke Sikkema             | Buurvrouw Jurg               | 2       | 3            |
| Roscoe Leijen              | Man in Staphorst             | 2       | 1            |
| Juda Goslinga              | Chauffeur                    | 2       | 1            |
| Wimie Wilhelm              | Chauffeuse bierwagen         | 2       | 1            |
| Reinout Bussemaker         | Psycholoog Bas               | 3       | 2            |
| Hero Muller                | Veteraan                     | 3       | 1            |

## Seizoenen
| Seizoen | Afleveringen | Datum            | Datum            | Opmerkingen        | Intromuziek                                                  |
| Seizoen | Afleveringen | Première         | Finale           | Opmerkingen        | Intromuziek                                                  |
| ------- | ------------ | ---------------- | ---------------- | ------------------ | ------------------------------------------------------------ |
| 1       | 8            | 1 november 2010  | 20 december 2010 | Uitgebracht op dvd | Het Io vivat                                                 |
| 2       | 10           | 30 januari 2012  | 2 april 2012     | Uitgebracht op dvd | Kanye West & Jay Z (Ft. Frank Ocean) - No Church in the Wild |
| 3       | 10           | 26 augustus 2013 | 21 oktober 2013  | Uitgebracht op dvd | Kanye West & Jay Z (Ft. Frank Ocean) - No Church in the Wild |

### Afleveringen

#### Seizoen 1
| Afl. | Titel                       | Uitzenddatum     |
| ---- | --------------------------- | ---------------- |
| 1    | Welkom stelletje kutfeuten! | 1 november 2010  |
| 2    | Gepokt en gemazeld          | 8 november 2010  |
| 3    | Billen bloot                | 15 november 2010 |
| 4    | Ithaka en Vrijthof          | 22 november 2010 |
| 5    | Het ongeluk                 | 29 november 2010 |
| 6    | Olivier is jarig            | 6 december 2010  |
| 7    | Vader-kinddag               | 13 december 2010 |
| 8    | Het gala                    | 20 december 2010 |

#### Seizoen 2
| Afl. | Titel                   | Uitzenddatum     |
| ---- | ----------------------- | ---------------- |
| 1    | Katers                  | 30 januari 2012  |
| 2    | Praeses Wagtmans        | 6 februari 2012  |
| 3    | Koelkasten en kutfeuten | 13 februari 2012 |
| 4    | Welkom @ Ithaka         | 20 februari 2012 |
| 5    | Heil prins Alex!        | 27 februari 2012 |
| 6    | De tafel                | 5 maart 2012     |
| 7    | De deur                 | 12 maart 2012    |
| 8    | Op de toekomst          | 19 maart 2012    |
| 9    | 21                      | 26 maart 2012    |
| 10   | Aut Vincere, Aut Mori!  | 2 april 2012     |

#### Seizoen 3
| Afl. | Titel                  | Uitzenddatum      |
| ---- | ---------------------- | ----------------- |
| 1    | Ontgroening            | 26 augustus 2013  |
| 2    | Novietjes testen       | 2 september 2013  |
| 3    | Inzameling lustrumgala | 9 september 2013  |
| 4    | Sjaarsveiling          | 16 september 2013 |
| 5    | De Varsity             | 23 september 2013 |
| 6    | Zuipen op de toko      | 30 september 2013 |
| 7    | Huisfeestje Walhalla   | 7 oktober 2013    |
| 8    | Veteranendiner         | 14 oktober 2013   |
| 9    | Lustrumgala (1)        | 21 oktober 2013   |
| 10   | Lustrumgala (2)        | 21 oktober 2013   |

De laatste twee afleveringen werden achter elkaar uitgezonden.

## Trivia
- De das die wordt gebruikt door het huis Ithaka, is de das van de christelijke studentenvereniging Navigators Studentenvereniging Amsterdam.
- Het huis Ithaka is vernoemd naar het dispuut Ithaka, het eerste en tevens oudste dispuut van Navigators Studentenvereniging Amsterdam.